# Энергия (футбольный клуб, Северодвинск)
Энергия — советский футбольный клуб из Северодвинска. Основан не позднее 1968 года.

## Достижения
- Во второй лиге СССР — 18 место (в зональном турнире РСФСР класса «Б» 1969 год).

## Результаты выступлений
| Сезон | Турнир                                       | Достижение |
| ----- | -------------------------------------------- | ---------- |
| 1962  | Чемпионат Архангельской области по футболу   | 2-е место  |
| 1962  | Кубок Архангельской области по футболу       | финалист   |
| 1963  | Чемпионат Архангельской области по футболу   | 3-е место  |
| 1964  | Кубок Архангельской области по футболу       | финалист   |
| 1966  | Кубок Архангельской области по футболу       | обладатель |
| 1968  | Чемпионат Архангельской области по футболу   | 3-е место  |
| 1969  | Чемпионат СССР 1969, класс «Б», 2 зона РСФСР | 18-е место |
| 1971  | Чемпионат Архангельской области по футболу   | чемпион    |
| 1971  | Кубок РСФСР среди КФК, зона «Север»          | 1/2        |
| 1971  | Кубок Архангельской области по футболу       | обладатель |
| 1972  | Чемпионат Архангельской области по футболу   | чемпион    |
| 1973  | Чемпионат Архангельской области по футболу   | чемпион    |
| 1973  | Кубок РСФСР среди КФК, зона «Север»          | 1/4        |
| 1973  | Кубок Архангельской области по футболу       | обладатель |
| 1974  | Чемпионат Архангельской области по футболу   | 2-е место  |
| 1974  | Кубок Архангельской области по футболу       | финалист   |
| 1975  | Чемпионат Архангельской области по футболу   | 2-е место  |
| 1976  | Кубок СССР 1976 среди КФК                    | 1/16       |
| 1976  | Кубок РСФСР среди КФК, зона «Север»          | обладатель |
| 1976  | Кубок РСФСР среди КФК, финал                 | 1/4        |
| 1977  | Чемпионат Архангельской области по футболу   | чемпион    |
| 1977  | Кубок РСФСР среди КФК, зона «Север»          | финалист   |
| 1977  | Кубок Архангельской области по футболу       | обладатель |
| 1978  | Чемпионат Архангельской области по футболу   | чемпион    |
| 1978  | Кубок Архангельской области по футболу       | финалист   |
| 1979  | Чемпионат Архангельской области по футболу   | 2-е место  |
| 1979  | Кубок РСФСР среди КФК, зона «Север»          | финалист   |
| 1979  | Кубок Архангельской области по футболу       | обладатель |
| 1980  | Чемпионат Архангельской области по футболу   | чемпион    |
| 1981  | Чемпионат Архангельской области по футболу   | чемпион    |
| 1981  | Кубок Архангельской области по футболу       | финалист   |
| 1986  | Чемпионат Архангельской области по футболу   | 3-е место  |
| 1987  | Чемпионат Архангельской области по футболу   | чемпион    |
| 1987  | Кубок Архангельской области по футболу       | финалист   |
| 1989  | Чемпионат Архангельской области по футболу   | 6-е место  |
| 1990  | Чемпионат Архангельской области по футболу   | ?-е место  |